# جائزة سادوسكي
جائزة سادوسكي في التحليل الرياضي هي جائزة تمنحها جمعية المرأة للرياضيات كل عام لباحثة شابة بارزة في مجال التحليل الرياضي. أُنشئت الجائزة في عام 2012، وتمت تسميتها باسم كورا سادوسكي، عالمة الرياضيات المتخصصة في التحليل الرياضي، والتي أصبحت رئيسًا للمؤسسة المانحة للجائزة.

## الفائزون بالجائزة
- سفيتلانا مايبورودا (2014)، لأبحاثها حول «مشاكل القيمة الحدية للمعادلات الإهليلجية من الدرجة الثانية والعالية في الوسائط غير الملساء».[4][5]
- دانييلا دي سيلفا (2016)، من أجل «المساهمات الأساسية في نظرية انتظام المعادلات التفاضلية الجزئية غير الإهليلجية والمعادلات التفاضلية التكاملية غير المحلية».[6]
- ليليان بيرس (2018)، للبحث الذي «يمتد ويربط بين مجموعة واسعة من المشاكل التي تتراوح من مجاميع الشخصيات في نظرية الأعداد إلى المشغلين الفريديين المتكاملين في المساحات الإقليدية».[7][8]